# Brachypelma aureoceps
Brachypelma aureoceps là một loài nhện trong họ Theraphosidae. Deze bodembewonenLoài này phân bố ở wouden in Trung Mỹ, voornamelijk in Mexico và Guatemala, maar komt ook frequent voor in Hoa Kỳ (voornamelijk Florida và Californië). De spin is vrij territoriaal ingesteld en zal brandharen strooien bij het indringen van hun territorium.
De spin groeit niet zo snel en wordt niet erg oud voor een Brachypelma-soort. De spanwijdte van de spin kan bij een volwassen exemplaar tot 13 cm bedragen.